# Ang Kiukok
Ang Kiukok (Davao, 1931 — Quezon City, 2005) est une peintre philippine.
Elle devient Artiste national des Philippines en 2001.

## Biographie

### Jeunesse et formation
Ang Kiukok naît le 1er mars 1931 à Davao, dans l'ancienne province de Davao (aujourd'hui au Davao del Sur), au sud des Philippines. Ses parents, Vicente Ang et Chin Lim ont émigré aux Philippines depuis Xiamen, en Chine. Ang a quatre sœurs. Alors qu'il doit s'appeler initialement Ang Hua Shing (« Hua Shing » signifie littéralement « né en Chine ») il ne donne pas suite à ce projet en apprenant que son cousin a déjà reçu ce nom de son oncle.
Dès son plus jeune âge, Ang est initié à la réalisation de portraits au fusain par un artiste commercial. Il est très influencé par les œuvres du peintre chinois Qi Baishi. Après la Seconde Guerre mondiale, la famille déménage dans la province de Cotabato, où Ang réalise des panneaux d'affiche de film. La famille déménage à nouveau, à Manille, où il fréquenté l'université de Santo Tomas. Il y étudie de 1952 à 1954 et l'un de ses mentors est Vicente Manansala (en),.

### Carrière
La première reconnaissance officielle de la carrière de Kiukok en tant qu'artiste a lieu lorsque son œuvre Calesa obtient la troisième place au Shell National Students Art Competition en 1953. L'année suivante, il tient sa première exposition personnelle à la Contemporary Arts Gallery après avoir été encouragé par son mentor Manansala.
Quelques années plus tard, ses œuvres lui valent d'autres reconnaissances décernées par l'Art Association of the Philippines (en), comme Nature morte (1951, mention honorable), L'Oiseau (1959, premier prix), Nature morte en rouge (1963, troisième prix), Poisson (1963, deuxième prix) et Poisson en nature morte géométrique (1963, deuxième prix).
Ang Kiukok se fait connaître sur la scène artistique philippine dans les années 1960 avec un style distinct qui fusionne les influences du cubisme, du surréalisme et de l'expressionnisme. Certains qualifient son style d'« expressionnisme figuratif ». La violence de ses images est un facteur qui nuit à la viabilité commerciale de ses œuvres jusque dans les années 1980. Il privilégie en effet des sujets tels que des combats de coqs, des chiens enragés et des personnes en proie à la rage ou enchaînées. D'origine catholique, il peint de nombreuses représentations du Christ crucifié dans lesquelles il n'hésite pas à dépeindre l'agonie dans laquelle peut se sentir le sujet. Lorsqu'on lui demande pourquoi il est si en colère, il répond : « Pourquoi pas ? Ouvrez les yeux. Regardez autour de vous. Tant de colère, de tristesse, de laideur. Et aussi de folie. » L'intensité de ses œuvres contraste avec sa propre personnalité, décrite comme « placide et affable »,.

### Dernières années et honneurs
Ang Kiukok se voit conférer l'honneur de devenir Artiste national des Philippines pour les arts visuels en 2001,. La cérémonie de remise de l'honneur à Kiukok ainsi qu'à trois autres artistes — Francisco Sionil José (littérature), Ishmael Bernal (en) (cinéma) et Severino Montano (en) (théâtre) — a lieu le 11 juin 2001.
Malgré une image contrastée, Ang Kiukok se révèle être non seulement un favori de la critique, mais aussi un artiste commercialement populaire. Lors de son décès des suites d'un cancer le 9 mai 2005, il a été rapporté que lui et son collègue, le premier artiste national Fernando Amorsolo, sont les peintres philippins les plus recherchés dans les ventes aux enchères.